# Cmentarz żydowski w Drzewicy
Cmentarz żydowski w Drzewicy – został założony w 1865 i znajduje się przy obecnej ul. Kolejowej w sąsiedztwie strzelnicy sportowej. Do naszych czasów nie zachowały się żadne nagrobki. Teren cmentarza nie jest ogrodzony i obecnie jest wykorzystywany jako łąka. 